# Trochosa entebbensis
Trochosa entebbensis este o specie de păianjeni din genul Trochosa, familia Lycosidae. A fost descrisă pentru prima dată de Lessert, 1915. Conform Catalogue of Life specia Trochosa entebbensis nu are subspecii cunoscute.